# فریدریش کارل
فریدریش کارل (انگلیسی: Prince Frederick Charles of Hesse؛ ۱ مهٔ ۱۸۶۸ – ۲۸ مهٔ ۱۹۴۰) یک شاهزاده اهل آلمان بود. او در ایجاد یک حکومت سلطنتی در فنلاند پس از سرنگونی روسیه تزاری نقش مهمی را ایفا می کرد؛ که البته جنگ های پیرامونی تاثیر زیادی در سیستم حکومتی کشور فنلاند گذاشت و طی تلاش های نسبتاً زیادی شکست خورد.  